# AMD K8
Pour les articles homonymes, voir K8.
K7 - Athlon K10 (Family 10h)
La microarchitecture K8  est la microarchitecture x64 de 8e génération d'AMD, introduite fin 2003. Elle succède au K7. Elle est utilisée par les processeurs Athlon 64, Athlon 64 FX, Athlon 64 X2, Sempron 64, Turion et Opteron.
Par rapport au K7, les principales améliorations de la microarchitecture K8 sont les suivantes :
- intégration du contrôleur mémoire
- intégration du contrôleur d'entrées/sorties HyperTransport (HTT)
- pipeline étendu à 12 étages (contre 10 pour le K7) pour permettre la montée en fréquence
- la gestion du cache L2 a été améliorée
- gravure SOI : Silicon On Insulator, une méthode qui permet de réduire la dissipation thermique du CPU

En outre, ce processeur introduit des changements importants de l'architecture de processeur (ISA) :
- Nouveau mode de fonctionnement en 64 bits (nommé x86-64), qui reprend et étend le jeu d'instructions IA-32 : adaptation des instructions aux opérandes sur 64 bits, registres sur 64 bits, doublement du nombre de registres. Intel reprendra telles quelles ces extensions en les renommant EM64T puis Intel 64 dans les Pentium 4 Prescott. Ce mode 64 bits nécessite un système d'exploitation spécifique (Windows XP 64, Linux x86_64, etc.), et des applications compatibles.
- Ajout d'une fonction de protection contre les virus et trojans, le NX bit (repris par Intel et renommé XD bit).

La version dual core de l'Athlon 64 est nommée Athlon 64 X2.
Le K8 a laissé sa place, courant 2007, à une nouvelle architecture : le K10.

Architecture des processeurs K8